# NGC 6130
NGC 6130 је спирална галаксија у сазвежђу Змај која се налази на NGC листи објеката дубоког неба.
Деклинација објекта је + 57° 36' 54" а ректасцензија 16h 19m 33,5s. Привидна величина (магнитуда) објекта NGC 6130 износи 13,4 а фотографска магнитуда 14,2. NGC 6130 је још познат и под ознакама UGC 10347, MCG 10-23-66, CGCG 298-30, IRAS 16185+5743, PGC 57828.